# Драгољуб Миленовић Грца
Драгољуб Миленовић Грца (1920 – 1942) био је месарски радник из Пирота, активиста СКОЈ и борац Сврљишко-нишавског партизанског одреда.

## Биографија
Драгољуб Миленовић Грца рођен је у Пироту 1920. године. Учио је месарски и кожарски занат. Као младић био је члан пиротског фудбалског клуба „Победа”. Поједини савремени аутори повезују га са дружином познатом као Дванаест белих ружа, малолетничком групом којој су се приписивали мањи преступи и проблематично понашање тридесетих година 20. века у Пироту. Био је један од омладинаца који су одмах по успостављању бугарске окупације у Пироту, 18. априла 1941. године, почели илегално да делују и помажу Народноослободилачки покрет.
Демаркационом линијом између немачке и бугарске окупационе зоне, Пиротски округ подељен је на два дела: пиротски и већи део лужничког среза припали су Бугарској, док је мањи део лужничког среза припојен Недићевој Србији под немачком окупацијом. Партијско-политички рад на подручју под бугарском окупацијом био је изузетно тежак и компликован. Одлуком Покрајинског комитета за Србију, августа 1941. године Окружни комитет Партије у Нишу формирао је Срески комитет КПЈ са седиштем у Белој Паланци, који је касније требало да прерасте у Окружни комитет за округ пиротски. Срески комитет КПЈ у Белој Паланци иницирао је убрзо формирање омладинских група у Пироту и околним селима, чије је задужење било између осталог и прикупљање оружја и војне опреме.
Већ током лета 1941. у пиротском крају формирано је неколико актива НОП од радника, средњошколаца и студената. Драгољуб Миленовић Грца заједно са својим братом Ратомиром Миленовићем Парагвајем припадао је активу који се истицао великом борбеношћу и доследношћу у спровођењу линије КПЈ.
Као један од истакнутих активиста, Драгољуб Миленовић Грца ступио је у  Сврљишко-нишавски партизански одред у јесен 1941. године. Изнад села Козје, близу Беле Паланке, 10. марта 1942. године сукобили су се љотићевци из Петог добровољачког одреда  са партизанима Сврљишко-нишавског и Књажевачког одреда. Том приликом  Драгољуб Миленовић Грца је рањен у ногу, након чега се илегално лечио у Пироту.
Као позадински радник и један од курира  Сврљишко-нишавског партизанског одреда, задужен за одржавање комуникације између одреда и активиста из пиротског краја, Драгољуб Миленовић Грца намеравао је да се састане са Љубомиром Картаљевићем, чланом Бугарске комунистичке партије. Љубомир Картаљевић је у то време често посећивао Пирот настојећи да успостави сарадњу са локалним левичарима. Међутим, бугарска окупациона полиција успела је да уђе у траг Картаљевићевим активностима и да га ухапси, те да сазна време и место договореног састанка са Грцом. Располажући тим информацијама, бугарске полицијске снаге припремиле су заседу Драгољубу Миленовићу Грци и ликвидирале га на Сарлаху, где је он дошао очекујући састанак са Картаљевићем.
На месту Грцине погибије, Савез бораца Народноослободилачког рата из Пирота подигао је споменик 1950. године.
Након Другог светског рата, име Драгољуба Миленовића Грце носила је једна омладинска радна бригада из пиротског краја која је 1959. и 1960. године радила на изградњи два ауто-пута на територији Србије.
По Драгољубу Миленовићу названа је једна улица у Пироту. Спомен-биста Драгољуба Миленовића Грце смештена је у парку доњег града Пиротске тврђаве.

### Породица
Грцини родитељи ухапшени су током рата од стране бугарске окупационе полиције, којом приликом су у затвору услед мучења, тортуре и хладноће оболели од упале плућа и обоје преминули.
Грцина сестра Вера Миленовић Поповић била је по окончању рата истакнути руководилац Окружног комитета СКОЈ, а њен супруг Светислав Поповић – Тиле постао је у потоњим деценијама члан Централног комитета СКС и југословенски дипломата у Француској. Њихова ћерка Нада Поповић Перишић обављала је дужност министра културе у Првој влади Мирка Марјановића од 1994. до 1998. године.
Према примедби потомака, право презиме породице гласило је Миленовић, али је у извесном тренутку преузет неисправан облик Миленковић који се потом усталио у литератури.

## Галерија
- Споменик Драгољубу Миленовићу Грци на Сарлаху
- Спомен-биста Драгољуба Миленовића Грце у парку доњег града Пиротске тврђаве
- Спомен-плоча посвећена Драгољубу Миленовићу Грци на згради Општинског суда у Пироту